# Coelichneumon mandibularis
Coelichneumon mandibularis är en stekelart som beskrevs av Heinrich 1966. Coelichneumon mandibularis ingår i släktet Coelichneumon och familjen brokparasitsteklar. Inga underarter finns listade i Catalogue of Life.